# Philmont
Philmont es una villa ubicada en el condado de Columbia en el estado estadounidense de Nueva York. En el año 2000 tenía una población de 1,480 habitantes y una densidad poblacional de 485 personas por km².

## Geografía
Philmont se encuentra ubicada en las coordenadas 42°14′56″N 73°38′56″O / 42.24889, -73.64889.

## Demografía
Según la Oficina del Censo en 2000 los ingresos medios por hogar en la localidad eran de $31,094, y los ingresos medios por familia eran $41,944. Los hombres tenían unos ingresos medios de $27,188 frente a los $23,274 para las mujeres. La renta per cápita para la localidad era de $16,162. Alrededor del 13.7% de la población estaban por debajo del umbral de pobreza.